# El Roquer
el Roquer és un mas a pocs metres a l'est de l'església de Sant Joan de Fàbregues al terme de Rupit i Pruit (Osona). Antiga masia que la trobem registrada en els fogatges de 1553 de la parròquia de Sant Joan de Fàbregues, avui adscrita a la parròquia de Sant Miquel de Rupit, aleshores habitava un tal Joan Roquer.
Masia de planta rectangular, coberta a dues vessants, amb ràfecs de llosa, i el carener paral·lel a la façana orientada llevant. Consta de planta baixa i primer pis. A llevant hi ha les restes d'un mur amb els portals rectangulars construïts amb grossos carreus de pedra i llinda de fusta. A migdia es troba molt enrunada i coberta de bardisses. A ponent s'hi obren petites finestres emmarcades per quatre carreus ben escairats. A tramuntana hi ha un portal enrunat i una bonica finestra formada per quatre carreus i sòlides lloses que formaven els ràfecs. Els materials constructius són gresos vermells i blanquinosos de gra gruixut i units amb fang. Les obertures i angles estan formats per carreus ben escairats.